# ADN

ADN

ADN este prescurtarea de la acidul dezoxiribonucleic (în engleză: deoxyribonucleic acid, DNA). Acesta este format din molecule organice dintre cele mai complexe. Substanța se găsește în fiecare celulă a ființelor vii și este esențială pentru identitatea oricărui organism, de la Euglena viridis, mica ființă unicelulară aflată la granița dintre plante și animale, și până la Homo sapiens sapiens, omul contemporan.

## Proprietăți chimice
Din punct de vedere chimic, ADN-ul este un acid nucleic. Este o polinucleotidă, adică un compus în structura căruia se repetă un set limitat de macromolecule numite nucleotide; în acest sens, el este definit ca fiind un „copolimer statistic”:
- un „copolimer” este un polimer în compoziția căruia se repetă mai multe „motive” (monomeri); în cazul ADN-ului, monomerii sunt nucleotidele.
- iar „statistic” înseamnă că monomerii se repetă de manieră aleatorie în lanțul polimer, fără ca ei să fie dispuși alternativ sau după oricare alt aranjament repetitiv (așa cum se întâmplă, de exemplu, în etilen-acetatul de vinil (EVA) sau în acronitril-butadien-stiren (ABS).

Nucleotida, ce reprezintă unitatea de bază a ADN-ului, este o macromoleculă organică (o N-glicozidă) compusă (prin policondensare) din:
- o glucidă (mai exact o monozaharidă) de tipul „pentoză” (în formă furanozică)
- o bază azotată heterociclică („inel” sau „ciclu” aromatic în 5 atomi) de tipul pirimidinei, sau o variantă a acesteia condensată cu inelul imidazolic, numită purină
- și un rest de acid fosforic (esterificat cu unul din hidroxilii pentozei), adică un „grup fosfat”.[A]

Pentozele care intră în structura ADN-ului sunt D-2-dezoxiriboza (pentru acidul nucleic tip ADN) sau D-riboza (pentru acidul nucleic tip ARN).[B] Două dintre bazele heterociclice azotate ale ADN-ului sunt purinice (adenina și guanina), iar celelalte două sunt pirimidinice (citozina și timina). În ARN uracilul înlocuiește timina. În cadrul elicei caracteristice, în formă de scară spiralată, resturile pirimidinice ale monomerului sunt orientate spre interior, formând cu resturile purinice ale celuilalt monomer „treapta” scării, în timp ce pentozele formează brațele acesteia, de la o dublă unitate la alta (adică de la un cuplu purinic-pirimidinic la următorul), legătura fiind realizată de grupările fosfat (prin atomii lor de oxigen). Legăturile dintre resturile de purine și pirimidine sunt de natură moleculară și nu chimică, ele fiind legături de hidrogen.

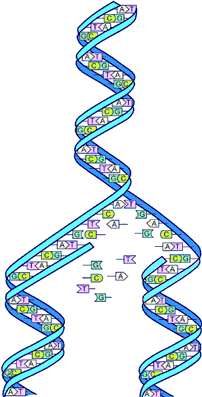
Replicarea ADN-ului

## Model simplificat
O formă simplificată de reprezentare a ADN-ului:
- ADN-ul este „rețeta” necesară sintezei de proteine, molecule organice esențiale pentru organismele vii;
- O moleculă de ADN conține zone numite gene, zone fără funcție, precum și zone cu un rol încă necunoscut;
- Acidul dezoxiribonucleic are o structură de elice dublă. „Scara” este alcătuită din două lanțuri organice elastice ce sunt conectate prin „treptele” realizate de legăturile de hidrogen.
- „Treptele” sunt de fapt de doar patru feluri, unind perechi de baze azotate, ce pot fi patru tipuri diferite de molecule organice, adenină (notată A), citozină (C), guanină (G) și timină (T);
- Cele patru baze (A, C, T și G) nu se pot combina decât într-un anumit mod, și anume: adenina doar cu timina (A + T sau T + A), și citozina doar cu guanina (G + C sau C + G); cu alte cuvinte, o bază de tip A, în orice parte a lanțului s-ar afla ea, nu se poate combina decât cu o bază de tip T, și invers; în mod similar, G nu se poate combina decât cu C, și invers;
- Ordinea contează: A + T nu este același lucru cu T + A; vezi codul genetic care e preluat de la ARN.
- Având în vedere că orice bază se poate combina într-un singur fel, pentru notație se poate alege prin convenție doar o catenă a dublei elici (secvența celeilalte catene rezultă din regulile de combinare);
- Secvența de baze este forma canonică a informației, altfel spus, pentru a descrie în mod complet o secvență ADN nu este nevoie de nimic altceva;
- Duplicarea moleculei de ADN este posibilă prin „desfacerea” secvenței „de-a lungul” ei (se dezintegrează „treptele”) prin acțiunea unor proteine; cele două catene rezultante sunt copiate de un complex proteic numit ADN-polimerază. Cum fiecare bază de pe catena inițială nu se poate combina decât cu perechea ei predeterminată, rezultatul final constă din două secvențe ADN identice, în afară de cazul în care apar unele erori ce determină mutațiile genetice;
- Trei perechi de baze azotate formează în mod normal un „codon”. Acesta codifică un aminoacid. Mai mulți codoni la un loc codifică o proteină.
- Mutațiile nu sunt altceva decât imperfecțiuni în procesul de sinteză a ADN-ului: o bază este în mod accidental ignorată („sărită”), introdusă sau copiată imperfect, sau lanțul este tăiat prea devreme sau i se adaugă baze la capete; aceste „operații” de bază generează toate mutațiile posibile.
- Mutațiile genetice sunt practic o alterare a unei părți din informația din molecula ADN. Este suficient ca, de exemplu, să se șteargă doar o pereche de baze azotate dintr-o genă, pentru ca toată funcția genei să fie abolită. Dacă este ștearsă o pereche de baze azotate, codonul din care făcea parte aceasta va codifica alt aminoacid, care va codifica altă proteină, fapt ce, în cele din urmă (așa se întâmplă probabil cel mai adesea, însă nu în mod obligatoriu), poate să-i altereze acesteia din urmă funcția biologică. Mutațiile pot avea trei feluri de efecte: negative, pozitive sau neutre (nu influențează funcțiile nici în bine, nici în rău).
- Aceste mutații sunt provocate fie de așa numiții factori mutageni (radiațiile cosmice, substanțe chimice ș.a.), fie de imperfecta fidelitate a sintezei enzimatice (ADN-polimeraza) a ADN-ului.
- Mutațiile genetice pot fi și induse intenționat de către specialiști.
- ADN-ul se găsește practic în orice celulă (excepții: hematiile (eritrocitele) și celulele (fibrele) cristalinului ocular sunt celule care nu devin funcționale decât după ce pierd (prin expulzare, ejecție) nucleul (și alte organite), moment în care însă încetează să mai răspundă la criteriile care definesc o celulă vie (pentru că nu se mai pot nici divide, nici întreține ("repara") structural vorbind):
  - de la organisme unicelulare cum ar fi bacteriile sau protozoarele,
  - până la organismele pluricelulare (fungi, vegetale sau animale),
  - precum și în structura internă a unor virusuri.
- Structura ADN-ului este unică nu numai pentru o specie anume ci și pentru orice individ al oricărei specii animale sau vegetale.
- La om ADN-ul conține circa 3,27 miliarde de perechi de baze (3,27 miliarde de „trepte” între catenele elicoidale ale dublei spirale).
- Cantitatea de ADN conținută în celule (numită uneori și patrimoniu genetic) nu este corelată cu complexitatea organismului. Astfel, de exemplu, există specii mai puțin „complexe” decât omul, dar cu un patrimoniu genetic mai bogat cantitativ decât cel al omului.

## Istoricul descoperirii ADN-ului
Structura ADN-ului a fost decodificată în 1953. Americanul James D. Watson și britanicul Francis Crick sunt considerați drept primii care au descifrat structura de dublă spirală a ADN-ului. Conform propriilor afirmații, saltul calitativ al descifrării „secretului vieții” s-ar fi produs în ziua de 23 februarie 1953.
Aflați în competiție contra cronometru cu alte echipe, mult mai celebre și mult mai bine dotate, așa cum a fost cea a chimistului american Linus Pauling, laureat al premiului Nobel pentru chimie în 1954, aparentul „cuplu ciudat” a învins tocmai datorită orizontului lor intelectual foarte larg în care operau, a solidei și universalei lor pregătiri interdisciplinare precum și a minților lor flexibile și deschise oricărei ipoteze confirmabile de către realitate, dar și datorită datelor de primă calitate furnizate comunității în premieră de Rosalind Franklin, asta deși, motivați probabil de sexism, Watson și Crick vor aminti în articolul lor din Nature de autorul celebrei "fotografii 51" în ultima poziție și doar înainte de "și alții"..
Este demn de remarcat faptul că impecabilele imagini luate unor molecule „iluminate” prin difracția razelor X de către Rosalind Franklin, specialistă în fotografii de difracție create cu raze X, l-a făcut pe Watson și Crick să întrevadă structura de dublă elice a ADN-ului. Colegul acesteia, Maurice Wilkins, a contribuit de asemenea decisiv la luarea unor fotografii edificatoare.
Din păcate Franklin a murit de cancer în 1958, în vârstă de numai 37 de ani, probabil din cauza prea intensei iradieri. Cum premiul Nobel nu se conferă post-mortem, în 1962 doar Watson, Crick și Wilkins au fost răsplătiți cu aceasta prestigioasă cunună de lauri științifică, mult dorită de către toți savanții din lume.